# Nhu Quynh
Như Quỳnh (Lê Lâm Quỳnh Như), 9 de setembro de 1970, é uma cantora vietnamita de folk contemporâneo.

## Biografia
Nhu Quynh nasceu em Ðông Hà, Quang Tri, Vietname. Tem dois irmãos mais novos, Tuong Duy e Tuong Khue.
Frequentou o colégio de Trung Vuong em Saigon e estudou música com o professor Bá Thái no Instituto Nacional de Música vietnamita. Moveu-se com sua família para Estados Unidos da América em 1993 e estabeleceram-se na Filadélfia, Pensilvânia.

## Discografia

### Asia Entertainment Productions
- NHU QUYNH 1 "Chuyen Hoa Sim"[3][4]
- NHU QUYNH 2 "Rung La Thay Chua" (10 trilhas, 50m 53s)
- "Chuyen Tinh Hoa Trang" (10 trilhas, 46m 18s)

### NQ Records
- Mot Doi Tim Nhau (1999, 10 trilhas, 48m 27s)[3][4]
- Em Van Hoai Yeu Anh (1997, 11 trilhas, 59m 1s)[3][4]

### Nhu Quynh Entertainment
- Ga Chieu (Karaoke DVD)[5]

### Outro
- Stilling Time - Traditional Musics of Vietnam (com outros artistas)
- Noi Voi Nguoi Tinh